# Louis Deydier de Pierrefeu
 (mars 2024).
Si vous disposez d'ouvrages ou d'articles de référence ou si vous connaissez des sites web de qualité traitant du thème abordé ici, merci de compléter l'article en donnant les références utiles à sa vérifiabilité et en les liant à la section « Notes et références ».
 (mars 2024).
Améliorez-le ou discutez des points à vérifier. 
Pour les articles homonymes, voir Deydier et Familles Deydier.
Louis-Joseph-François Deydier de Pierrefeu, né le 17 mars 1740 à Toulon et fusillé en janvier 1794 dans cette même ville, est un officier de marine du Royaume de France de la seconde moitié du XVIIIe siècle. Capitaine de vaisseau en 1780, puis chef d'escadre des armées navales en 1787, il fait les expéditions franco-espagnole de Pensacola et de la Chesapeake aux États-Unis avant la capitulation de Yorktown. Il est fait chevalier de Cincinnati en 1786 et chevalier de Saint-Louis en 1788.

## Biographie
Louis Deydier de Pierrefeu appartient à une vieille famille de l'aristocratie provençale, originaire de la ville de Toulon.

### Carrière dans la marine du roi
Il entre à quinze ans dans la Marine royale et prend part aux premiers combats de la guerre de Sept Ans. En 1756, il est au combat victorieux livré par La Galissonnière contre la flotte britannique de l'amiral Byng et à la prise de Port-Mahon.
Il assiste, en 1770, au bombardement de Tunis et, pendant la guerre d'indépendance des États-Unis, embarqué sur la Victoire, il sert sous les ordres du comte d'Orvilliers et du comte de Guichen. Il reçoit une commission de capitaine de vaisseau le 28 juillet 1780, et se voit confier le commandement du Triton, vaisseau de 64 canons, pendant la campagne des Antilles. Il fait partie de l'expédition franco-espagnole à Pensacola et, sous l'amiral de Grasse, il prend part au combat de Fort-Royal du 29 avril 1781 contre la flotte de l'amiral Hood.
Il revient alors participer aux opérations de la baie de Chesapeake qui aboutissent à la capitulation de Yorktown. Il quitte la marine en 1787 et revient à Toulon comme lieutenant des maréchaux de France.
Lors de la Révolution, il devient commissaire du département du Var, et comme tel, avec vingt-sept autres personnalités de Toulon, il signe la déclaration du 24 août 1793 qui appelait au secours de la ville de Toulon l'amiral britannique Hood, à qui les déclarants remettaient la ville et la flotte et proclamaient Louis XVII leur roi légitime. Il avait signé la déclaration « Deydier Cadet ». Il introduit, dans la nuit du 27 au 28 août, 1 500 Britanniques de l'escadre de Hood, dans le port. Il est fusillé par les républicains à la reprise de la ville.

### Sources et bibliographie
- Association ponantaise d'histoire maritime, Dictionnaire des marins francs-maçons, gens de mer et professions connexes aux XVIIIe, XIXe et XXe siècles : travaux de la loge maritime de recherche La Pérouse, SPM, 2011 (lire en ligne), p. 422